# Alamuchee-Bellamy Covered Bridge
Alamuchee-Bellamy Covered Bridge je most v okrese Sumter County, ve státě Alabama v USA. Jedná se o dřevěnou krytou stavbu, která překonává rybník Duck Pond. Dlouhý je 27 m.
Most byl vybudován v roce 1861 původně přes řeku Sucarnoochee River. V roce 1924 byl přemístěn na své současné místo aby ustoupil novému betonovému mostu. V současné době je dřevěná stavba památkově chráněná, v roce 2017 byl most rekonstruován.